# Boombergpark

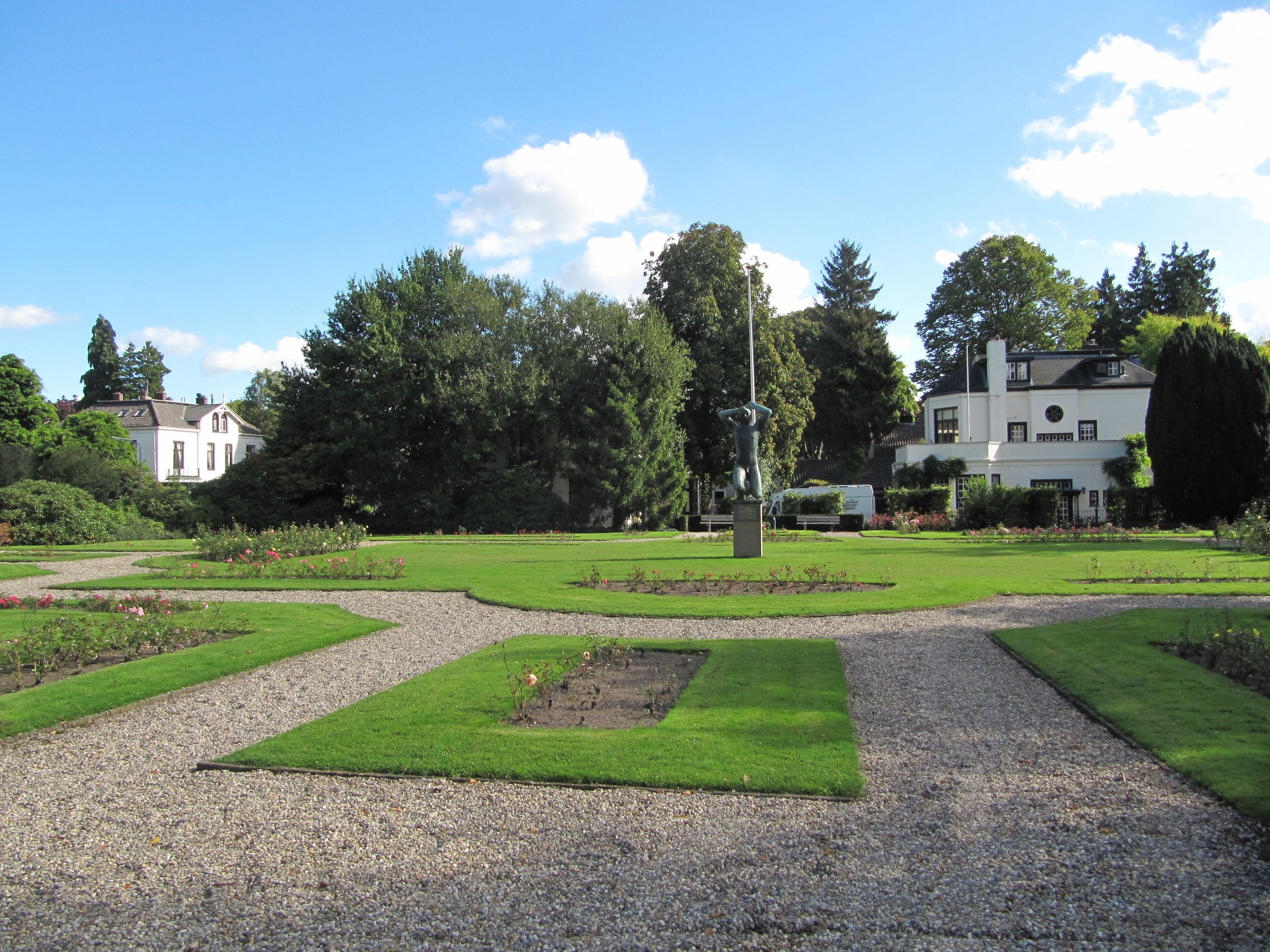
Het rosarium, hoofdingang tot het wandelpad van het park

Het Boombergpark is een langgerekt park in de Noord-Hollandse plaats Hilversum, gelegen aan de Peerlkamplaan tussen de Schuttersweg in het westen en de Boomberglaan in het oosten. Het grenst verder in het zuiden aan de Bergweg en het noorden ruwweg aan de Albertus Perkstraat. Het wandelgebied verbindt het centrum met het Corversbos. Er is een kort zijpad (Jan van Ravenswaaijpad) vanaf het hoogste punt (23 m boven NAP, met als bijnaam "speldenkussen") naar de Vaartweg. De hoofdingang van het Boombergpark ligt aan de Peerlkamplaan/Boomberglaan bij het rosarium.
Boomberg verwijst naar een van de heuvels van het glooiende Gooise landschap waarop Hilversum is gebouwd.

## Geschiedenis
De Hilversumse schilder Jan van Ravenswaay (1789-1869) kocht rond 1835 met financiële steun van vrienden gronden ten westen van de kern van Hilversum om een belommerde wandeling in het buitengebied aan te leggen. Hierbij werd hij gestimuleerd door zijn neef en wandelvriend, notaris Albertus Perk. In 1848 werd het gebied overgedragen aan de gemeente Hilversum. Het werd daarmee een van de eerste publieke wandelgebieden in Nederland buiten een bebouwde kom. In de 19e eeuw werd de villawijk Boombergwijk rond het park aangelegd en sindsdien is het gebied gelegen in de bebouwde kom. 
Bij besluit van de Minister van VROM is op 21 februari 2007 het Noordwestelijk Villagebied, waartoe het park behoort, aangewezen als beschermd stadsgezicht.

## Rosarium
Het rosarium werd aangelegd in de periode 1914-1916 naar ontwerp van K. Rysdorp, geadviseerd door tuinarchitect D.F. Tersteeg. Hier staat sinds 1954 een verzetsmonument van Piet Esser.